# بالروای
بالروای (به فرانسوی: Balleroy) یک کمون در فرانسه است که در Canton of Balleroy واقع شده‌است.

## خصوصیات
بالروای ۴٫۲۳ کیلومترمربع مساحت و ۹۰۱ نفر جمعیت دارد و ۱۱۰ متر بالاتر از سطح دریا واقع شده‌است.

## نگارخانه

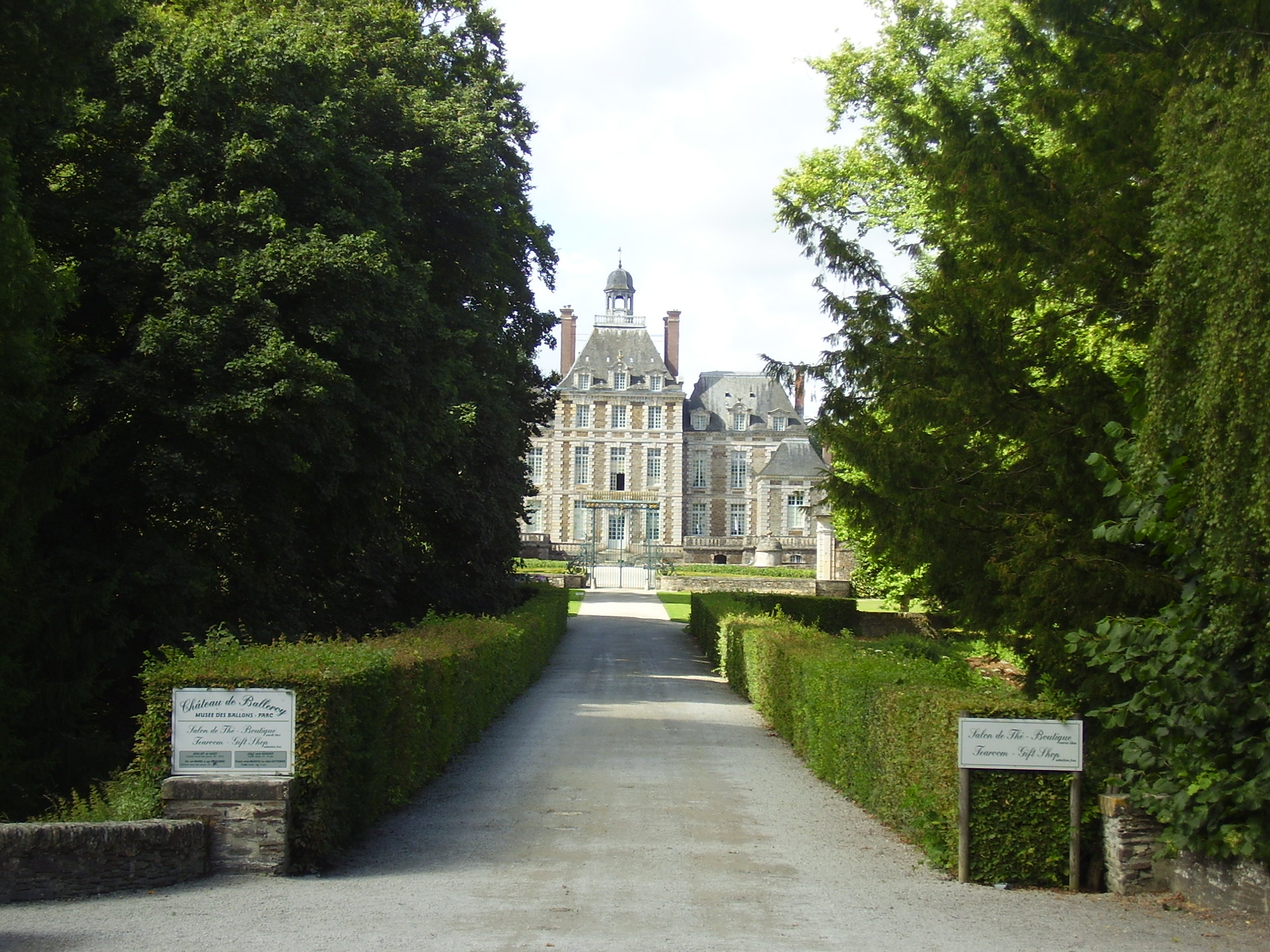
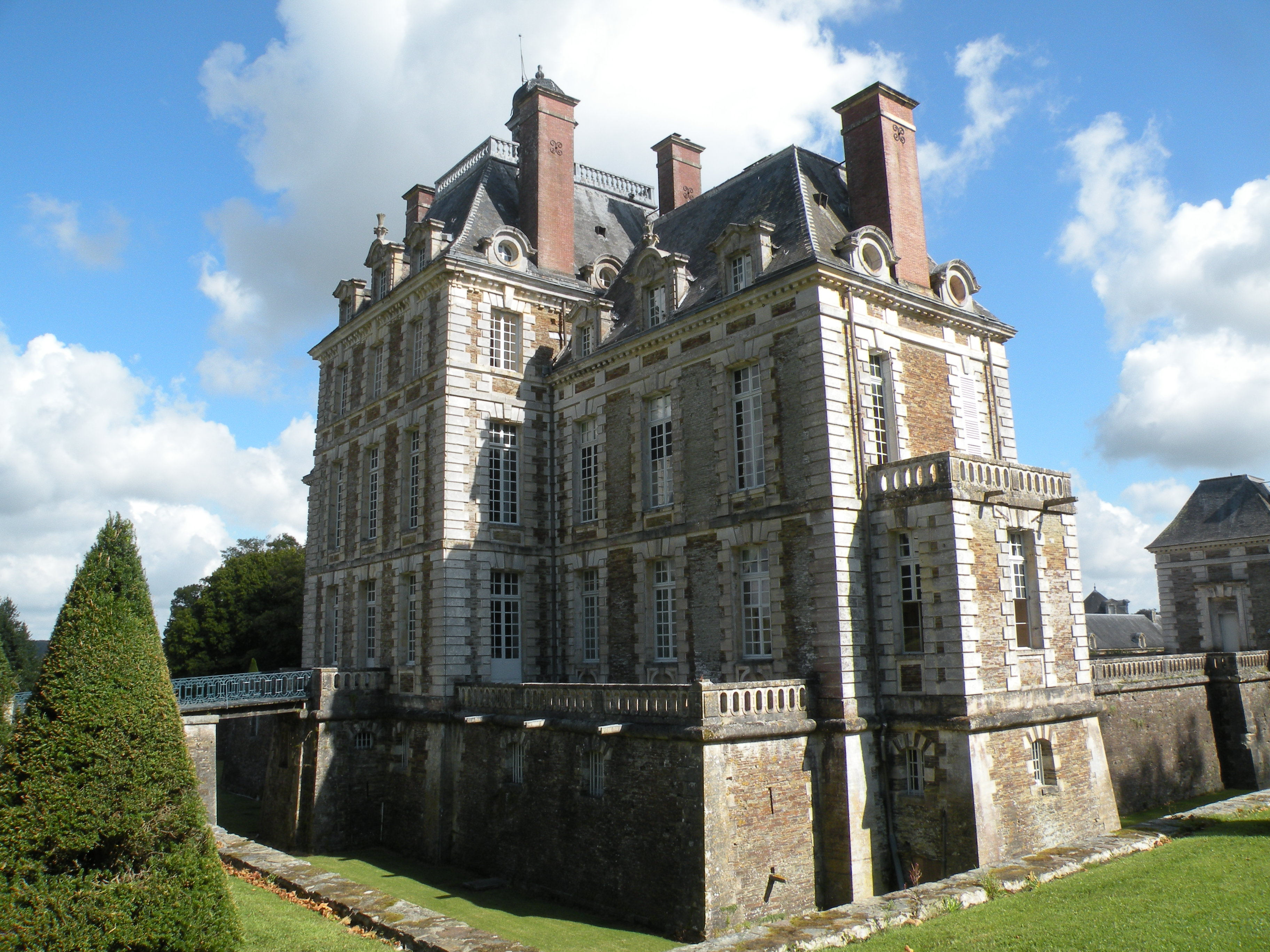
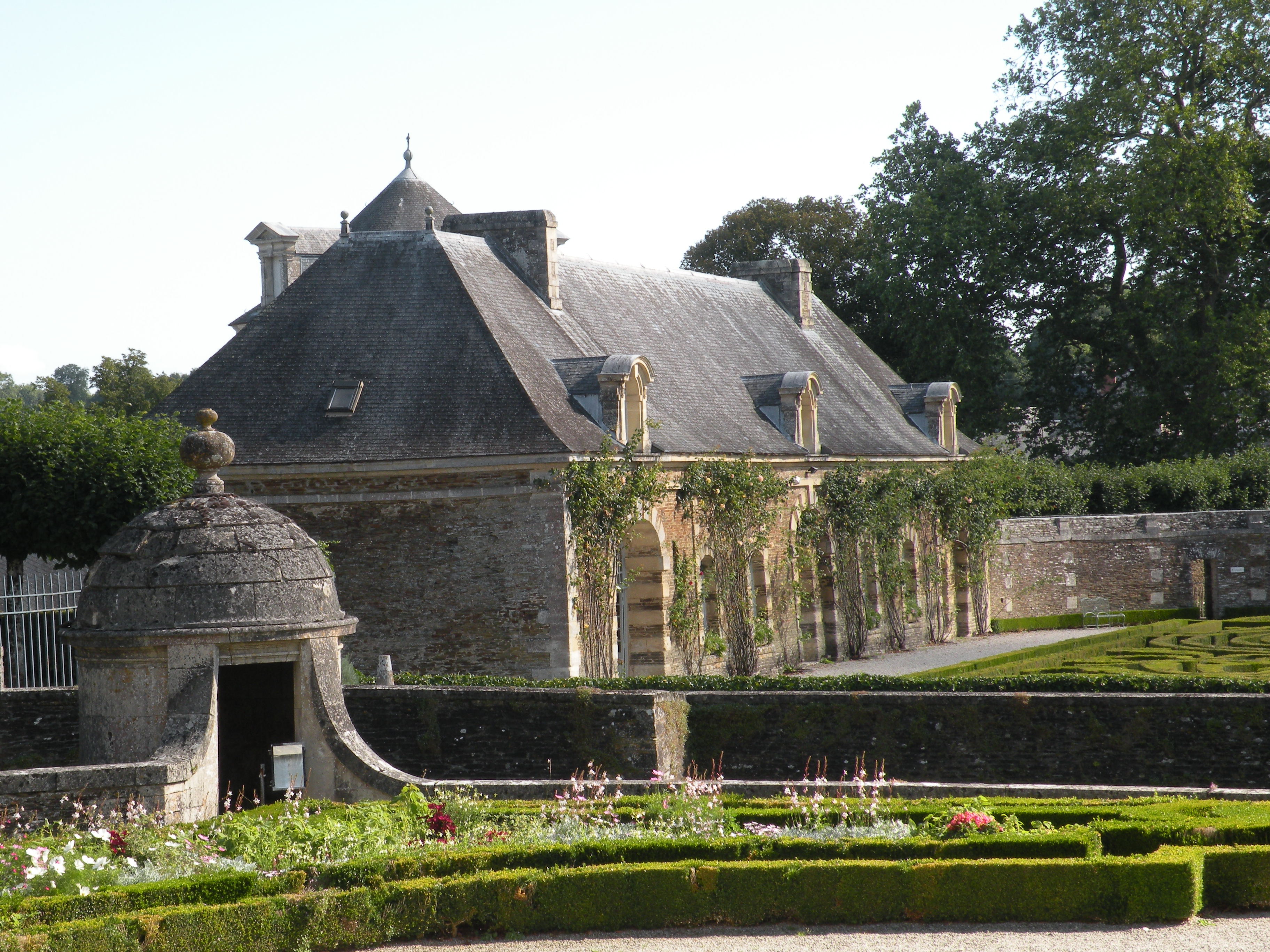
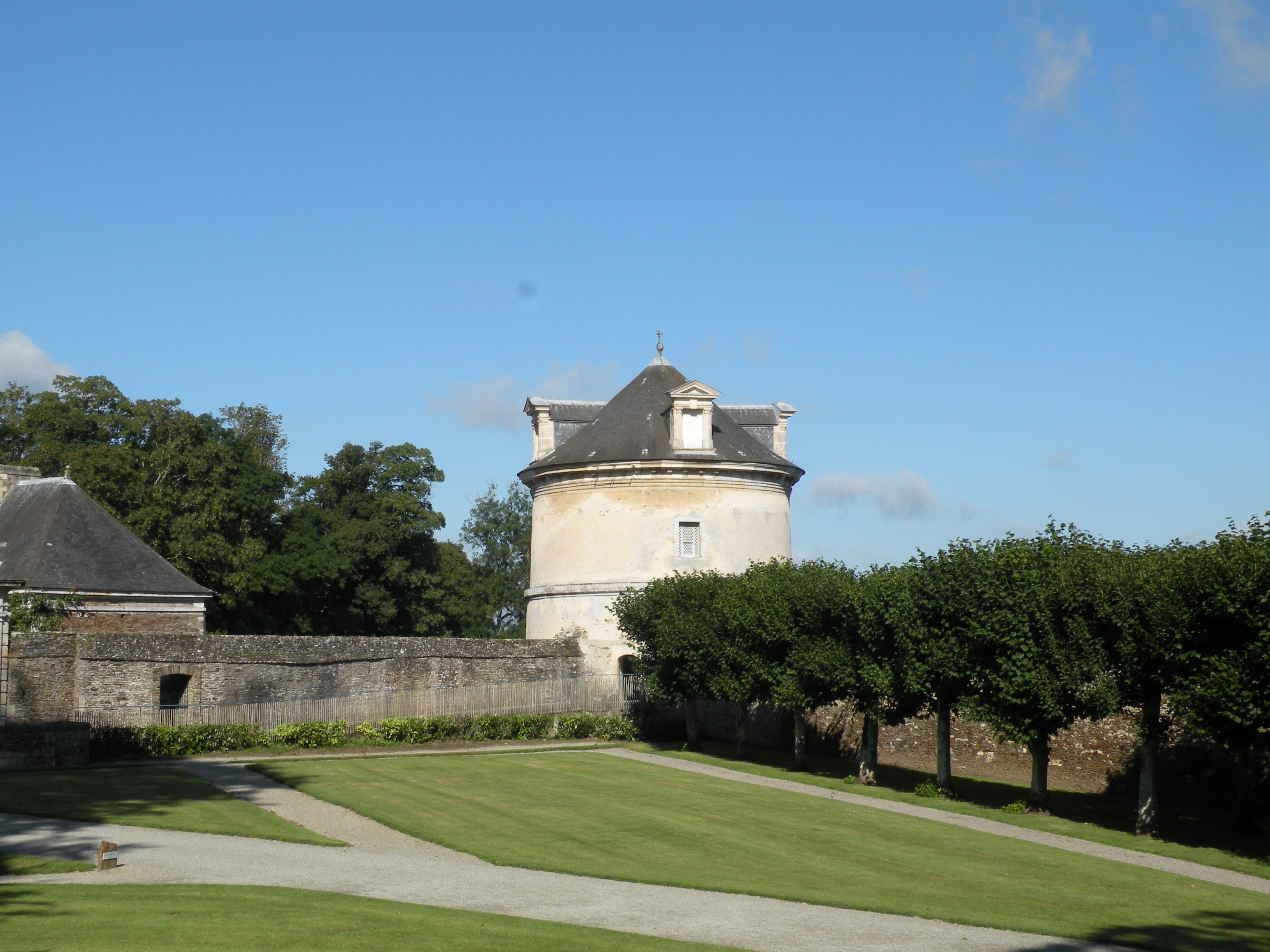
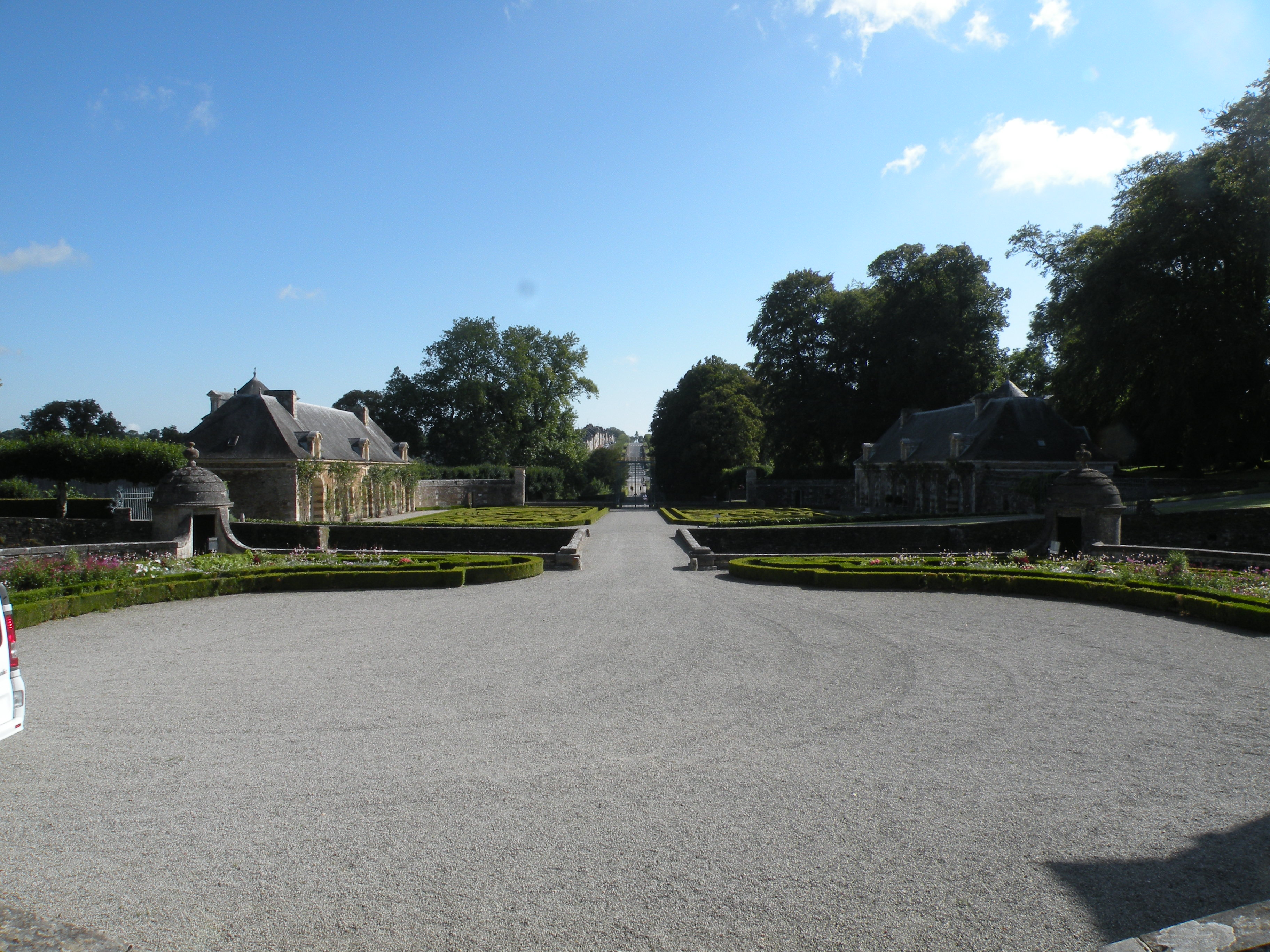
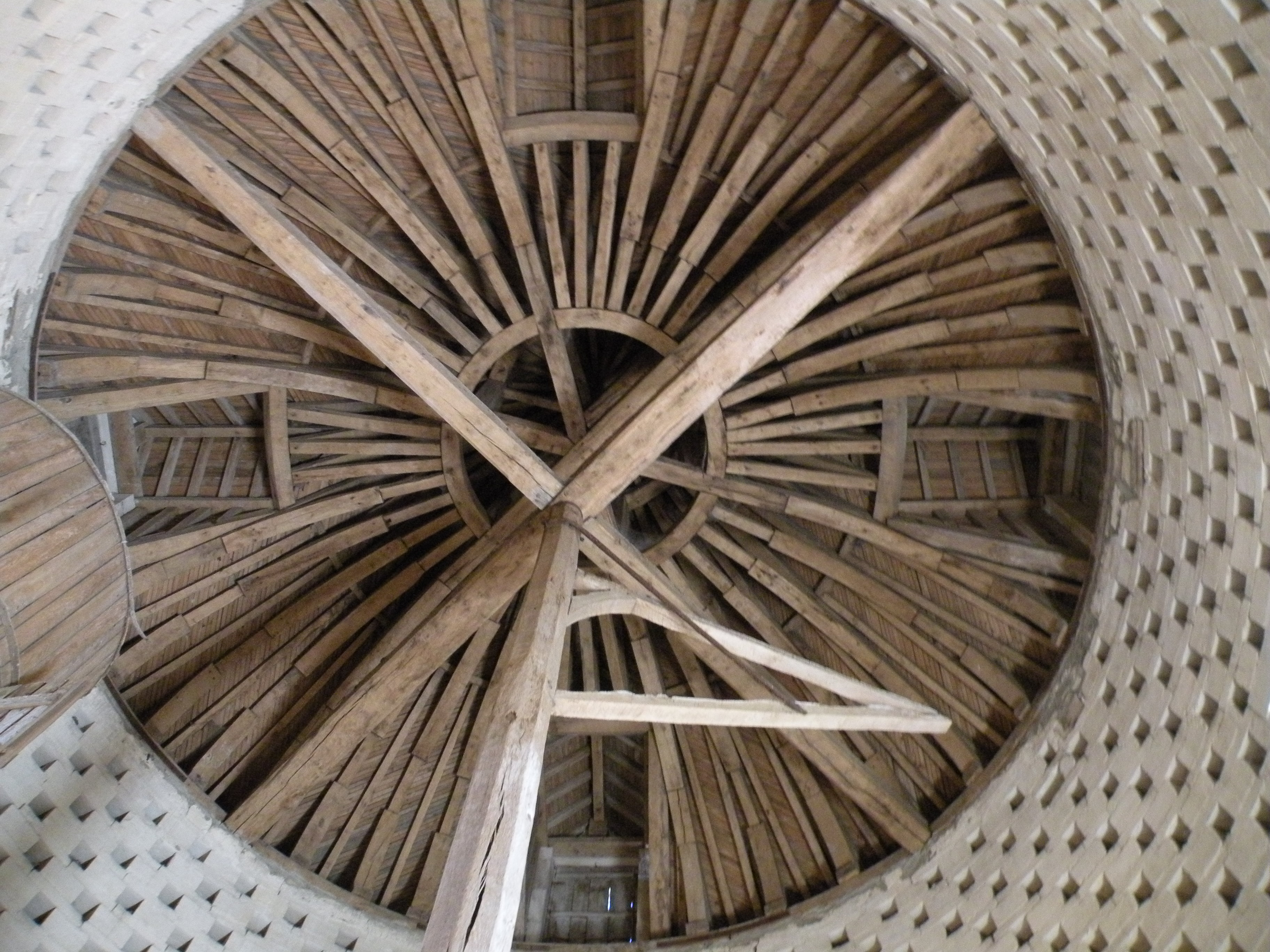
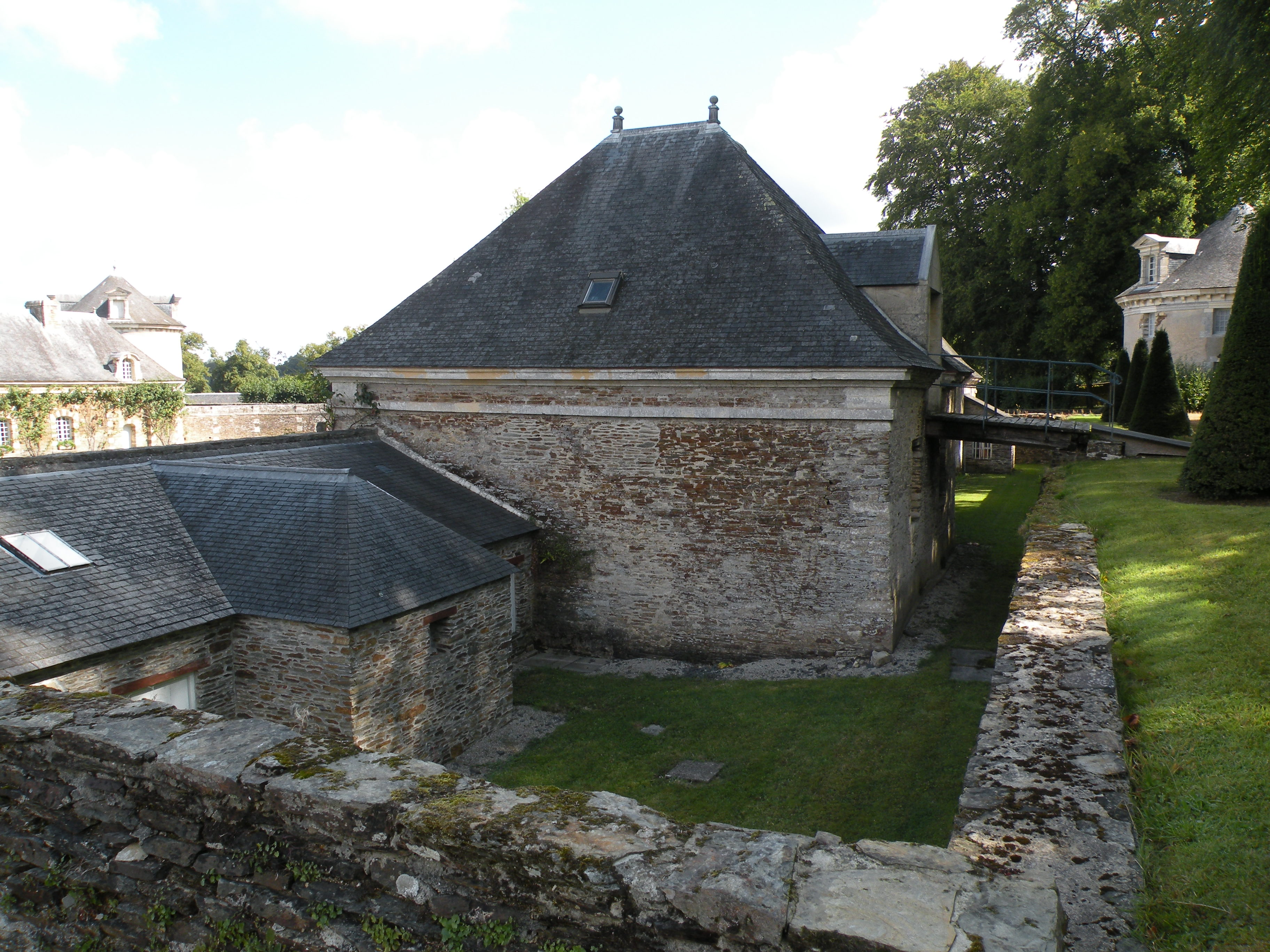
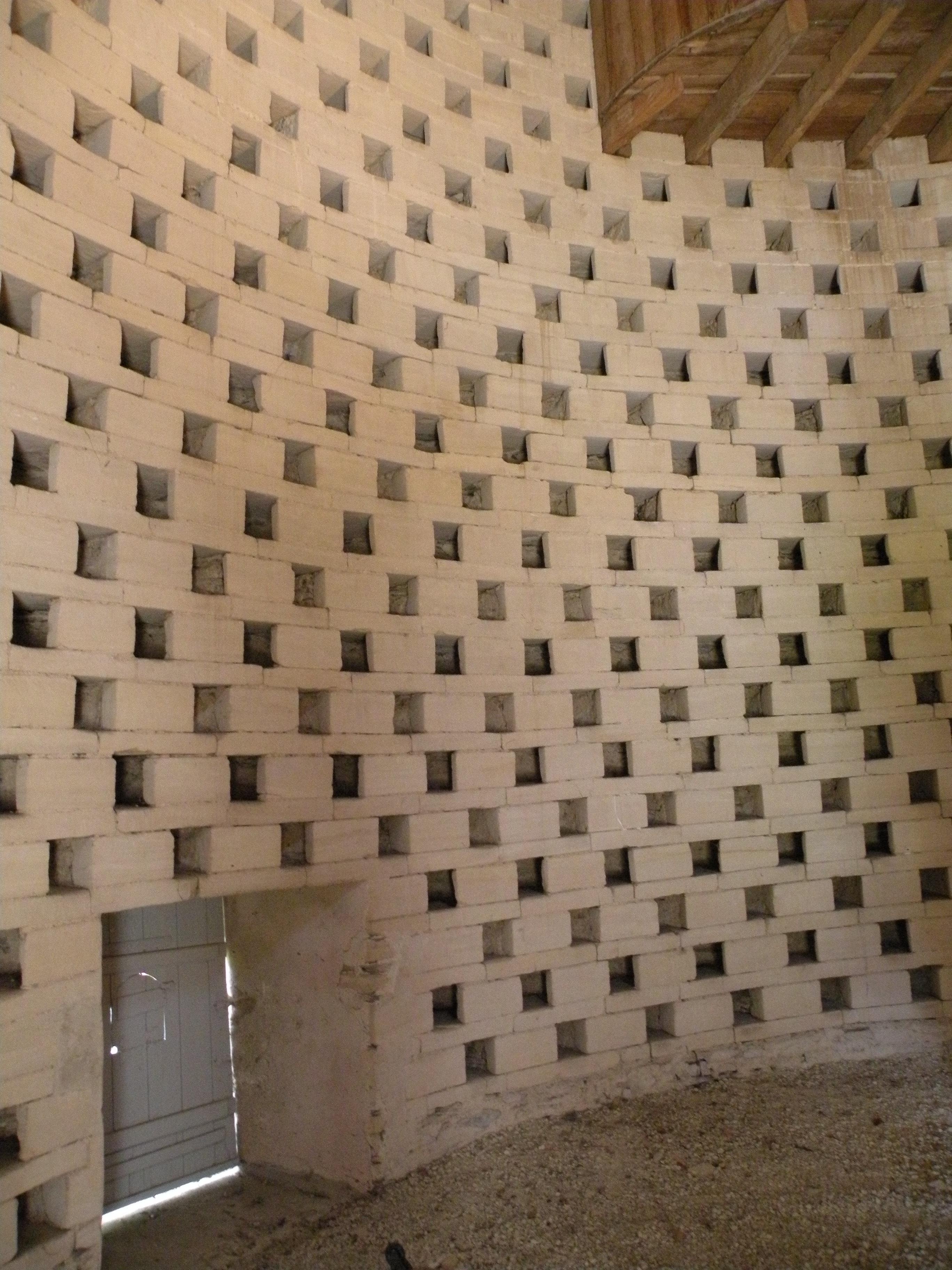
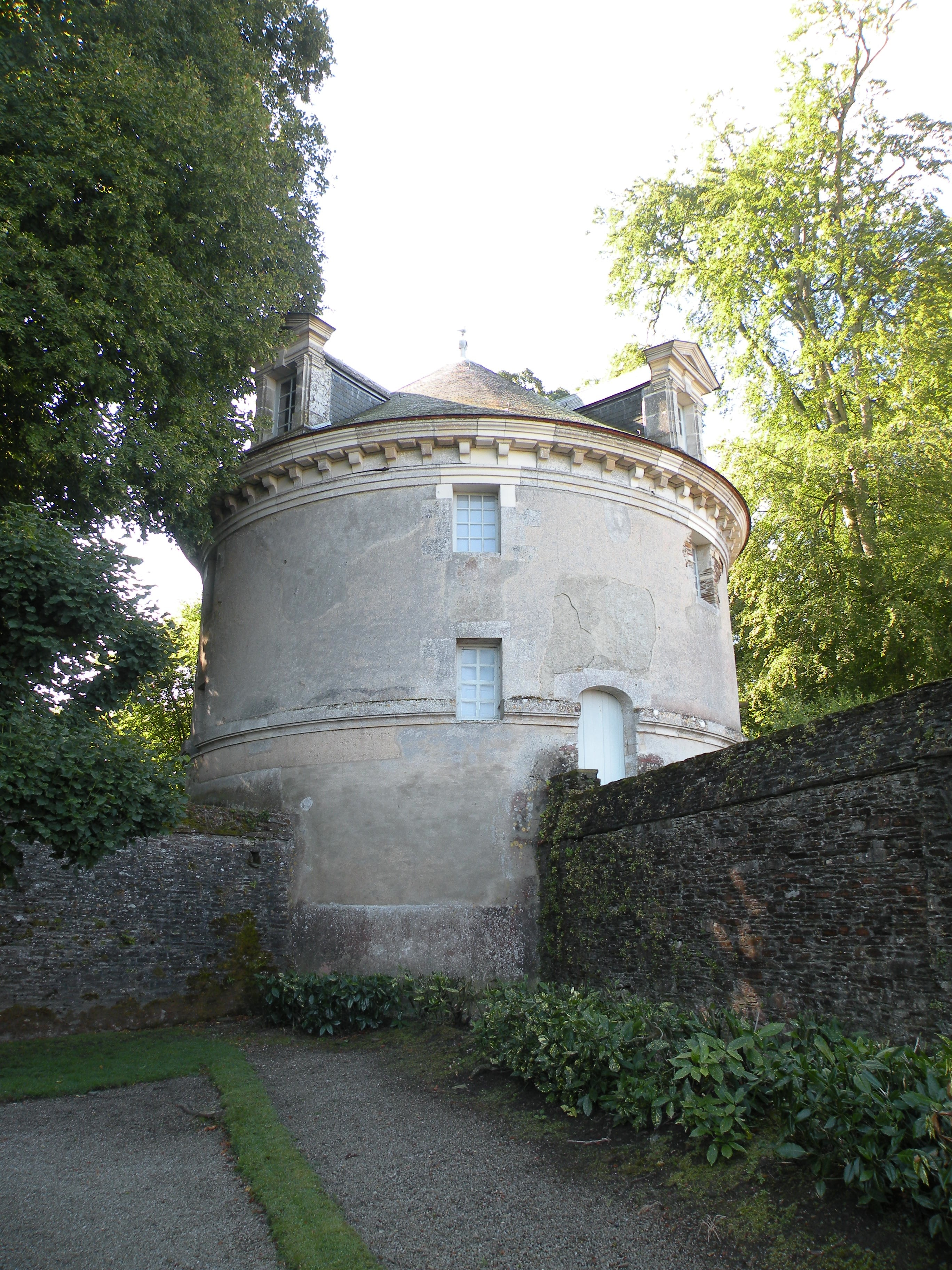
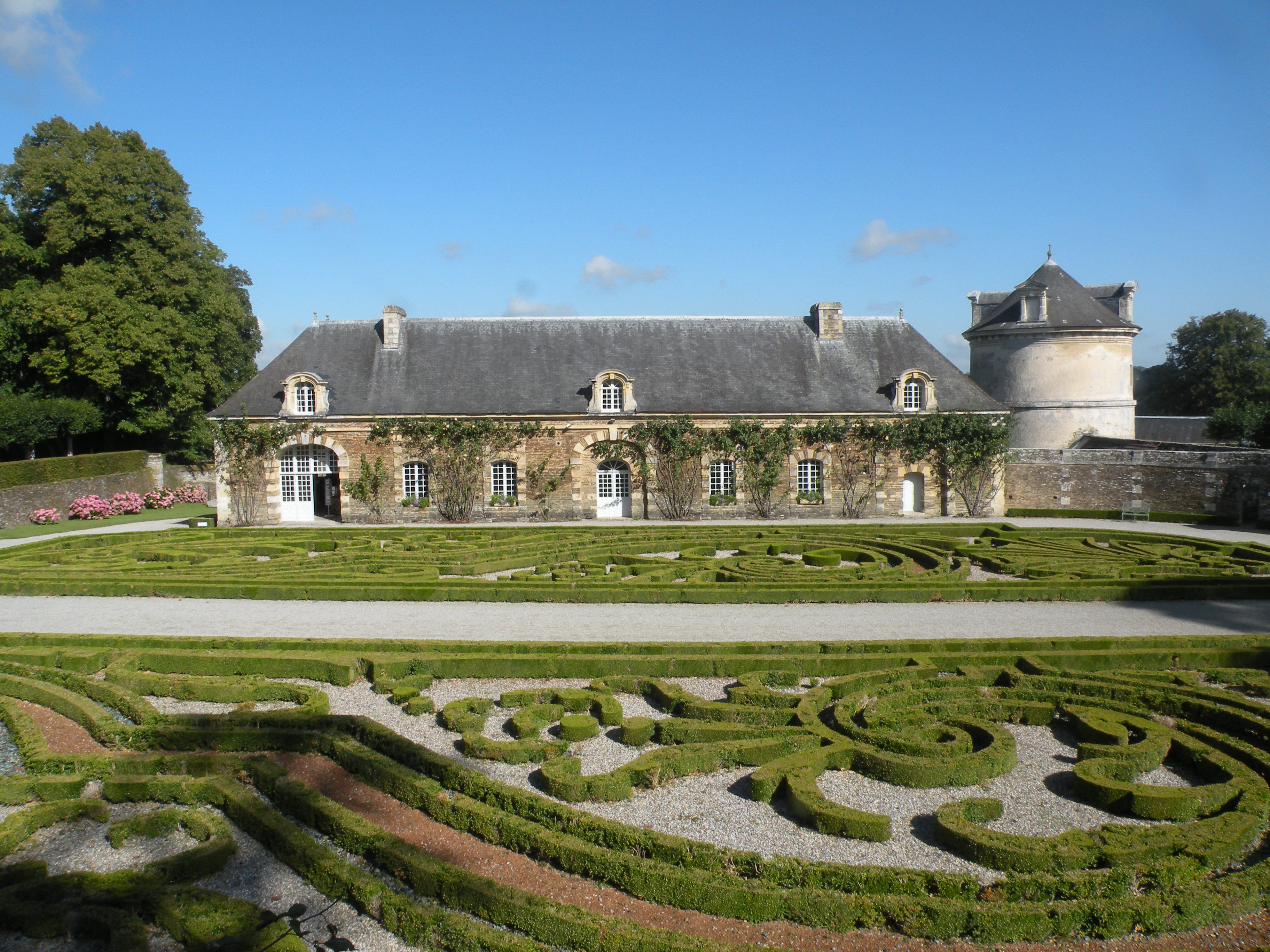
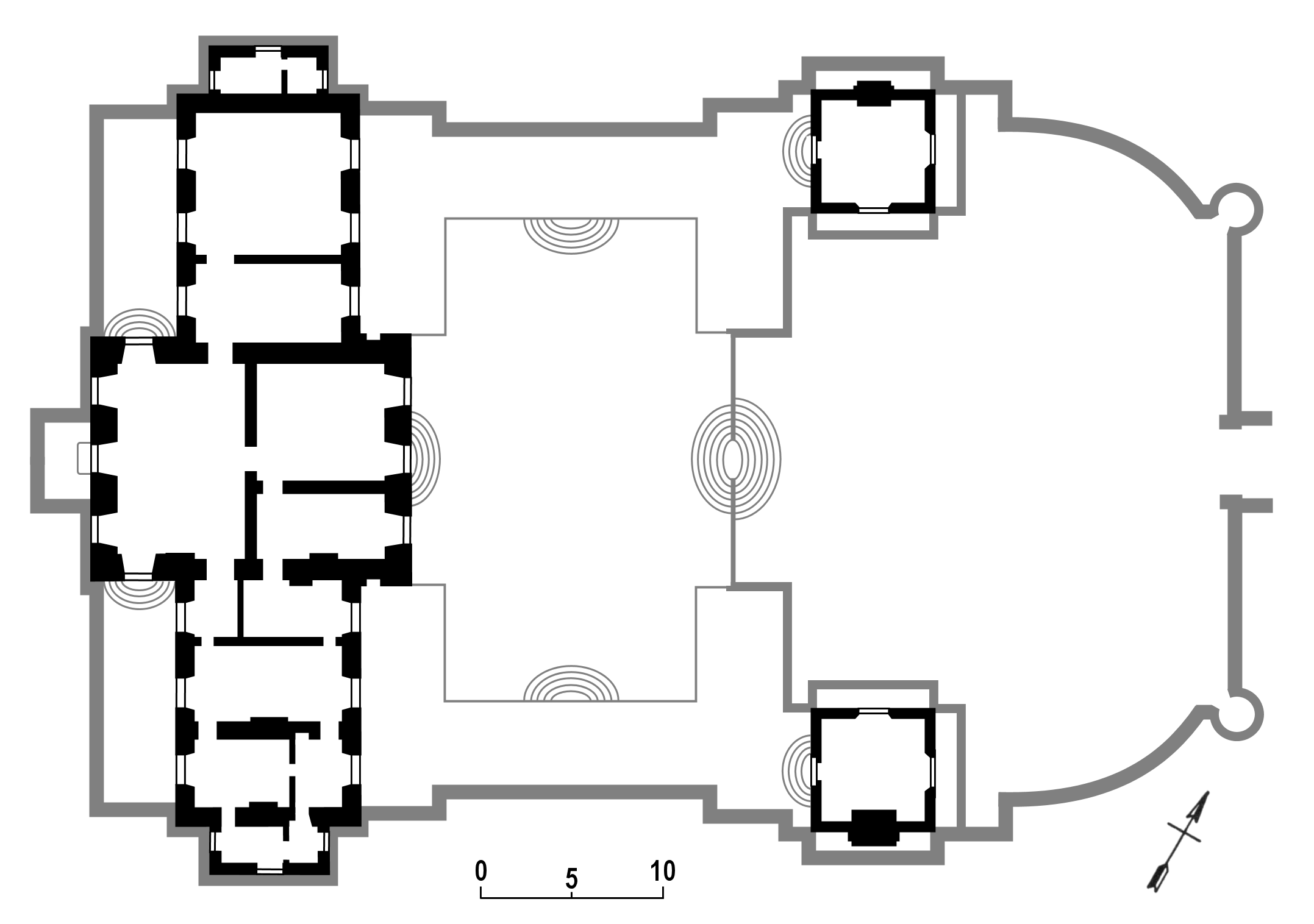

## خواهرخوانده
شهر ریبه خواهرخواندهٔ بالروای هست.